# Громадяни! Бережіть пам'ятки мистецтва
Громадяни! Бережіть пам'ятки мистецтва (рос. Граждане! Храните памятники искусства) — плакат доби громадянської війни в Росії із закликом берегти і рятувати пам'ятки мистецтва, котрий створив російський художник Купреянов Миколай Миколайович 1894—1933).

## Передісторія і культурні трагедії
Нова варварська влада після жовтневого перевороту 1917 року націоналізувала заводи, землі, палаци й садиби і навіть організувала в деяких з останніх музеї. Але націоналізація мало сприяла збереженню садиб і творів мистецтва в них. Розуміючи це, розпочалася рятівна кампанія масового вивезення художніх і історичних цінностей із садиб в столиці — масово вивозились панські бібліотеки, архіви, картини, меблі, бронза, гобелени, мармурова скульптура. Лише частка вивезеного стане надбанням художніх музеїв чи державних бібліотек.
Вперше в історії в руках держави були силоміць сконцентровані велетенські історичні і мистецькі скарби. Як стало відомо пізніше, вони не були використані відповідним образом для побудови нової пролетарської культури, а були розпорошені, продані за кордон чи безглуздо і безтямно знищені ( серед документально зафіксованого - знищені державні архіви Російської імперії, дворянські і царські портрети, ікони, сакральні споруди будь-яких конфесій, монументи державним діячам попередньої доби ).
Більшовицький уряд ухвалив продавати за кордон твори мистецтва і книги заради швидкого і необтяжливого для уряду відновлення промисловості, зруйнованої громадянською війною. Художнє майно країни вивозили цілими потягами, не роблячи інвентарів, не реєструючи конфісковані речі. Кількість вивезеного з Росії і проданого може бути оцінена приблизно по каталогах закордонних аукціонів.
Культурні трагедії Громадянської війни в Росії перейдуть в масові репресії і цілеспрямоване винищення урядом більшовиків широких верств населення і цілих галузей національного мистецтва.
Особливо значними були відмінності у офіційному мистецтві держави більшовиків, що займала ворожі, альтернативні позиції по відношенню до мистецтва доби царату. Мистецтво СРСР мало також агресивний, пропагандистський характер з могутнім впливом цензури і заборони на використання як цілих галузей попереднього митецького періоду ( іконопис, монументальне сакральне мистецтво, сакральна архітектура ), так і заборону на формальні пошуки, заборону на стилістику модерних форм, декларованих як шкідливих ідеологічно, антирадянських і чужинських. До них були віднесені - кубізм, абстракціонізм, футуризм, сюрреалізм  тощо.
Долею покинутих творів мистецтва почали опікуватися представники освічених кіл купецтва, дворянства і викладачів, носії тогочасної культури, стривожені хвилею погромів і фактами безглуздого нищення пам'яток культури во всій країні. Перспективи подальшого нищення культурного спадку набули загрозливо великих розмірів. Відповіддю на культурну катастрофу в країні були створення  1922 року (без підтримки уряду) купою ентузіастів  Товариства вивчення російської садиби та широка краєзнавча робота. В додаток до цих заходів ще раніше був надрукований і розповсюджений кольоровий плакат із закликом рятувати і берегти пам'ятки мистецтва.

## Опис твору

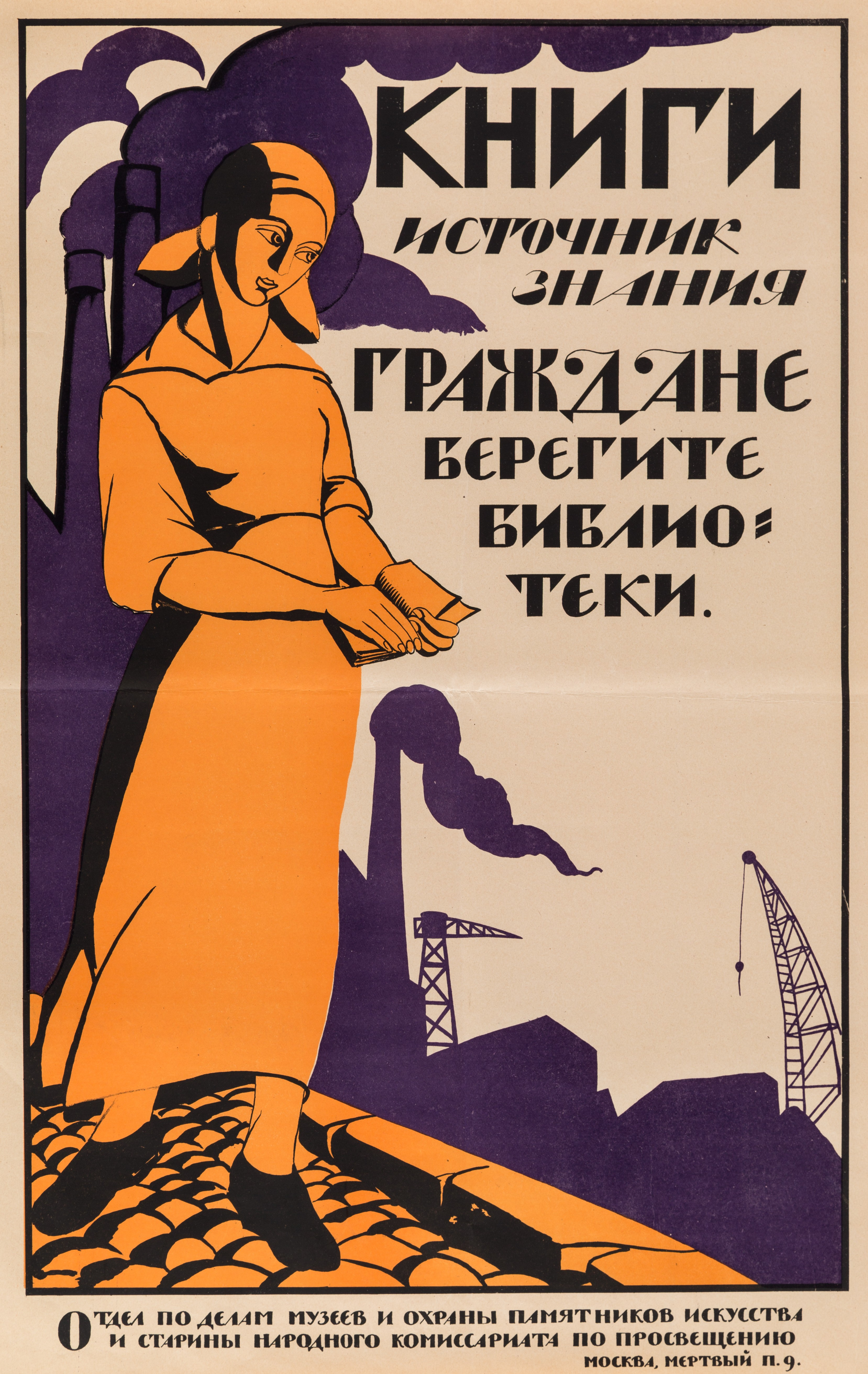
«Громадяни! Бережіть бібліотеки, книги — джерело знань.» 1919 рік.

Завдання створити відповідний плакат отримав художник Купреянов М.М., сам дворянин і володар садибки Селище біля Костроми. На аркуші великого розміру він подав скульптурний монумент роботи Клодта на Анічковому мосту в Петербурзі, що входить до серії з чотирьох скульптур «Приборкання коня». Нижню частину монументу прикривають купи книжок,сувоїв і креслеників архітекторів, розкиданих в хаосі. І скульптура «Приборкання коня», і купи книжок, сувоїв і креслеників архітекторів, розкидані хаотично - це ще один заклик до припинення погромів і заклик до рятування і збереження беззахисних історичних і мистецьких скарбів. Художник надзвичайно спростив деталі, використавши узагальнення в малюванні. Особливо це помітно в зображенні на тлі плакату головного фасаду Московського університету, створеного архітектором Доменіко Жилярді в післяпожежній Москві. Використання в одному зображенні пам'яток з різних культурних центрів — натяк на художні скарби, розкидані по всій країні що варті збереження і охорони заради майбутнього.
Це не єдиний зразок звертань художника до створення плакатів. Був і аналогічний із закликом зберігати панські і державні бібліотеки, котрі нищили теж. Менш пафосний, цей плакат дещо програвав у виразності.